# 新里 (弘前市)
新里（にさと）は、青森県弘前市の地名。郵便番号は036-8083。

## 地理
平川沿いの西側に位置し、対岸は平川市になる。北は福村、東は平川市松館・苗生松・館田、南は川合・門外、西は豊田・小比内・高田・福田字巻屋に接する。

## 歴史

### 沿革
- 1889年（明治22年） - 豊田村の一部。
- 1891年（明治24年） - 当時の記録では人口714、戸数92、厩37、学校1であった。
- 1955年（昭和30年） - 弘前市の大字になる。

## 世帯数と人口
2017年（平成29年）6月1日現在の世帯数と人口は以下の通りである。
| 大字            | 世帯数  | 人口    |
| --------------- | ------- | ------- |
| 新里 (小字全域) | 410世帯 | 1,045人 |

## 施設

### 教育
- 社会福祉法人東豊福祉会新里保育園

### 医療
- 福士病院

### 農協
- JA全農あおもり津軽葬祭センター弘前

### 商業
- 日本通運弘前支店自動車ターミナル
- (株)青和食品

### 交通
- 弘南鉄道弘南線新里駅

### 公共
- 二ツ屋公民館

## 小・中学校の学区
市立小・中学校に通う場合、学区は以下の通りとなる。
| 大字 | 小字   | 小学校             | 中学校             |
| ---- | ------ | ------------------ | ------------------ |
| 新里 | 西里見 | 弘前市立豊田小学校 | 弘前市立第五中学校 |
| 新里 | 全域   | 弘前市立福村小学校 | 弘前市立東中学校   |

## 交通
- 弘南バス
  - 福田子入口、新里、二ツ屋（弘前駅 - 福田・さくら野弘前店経由 - 弘前駅城東口線）停留所。
- 弘南鉄道弘南線
  - 新里駅